# Eyuphuro
Eyuphuro fue un grupo musical mozambiqueño de marrabenta fundado en 1981. Cantaba en portugués y macua, un idioma bantú. En 1989 se convirtió en el primer grupo musical de Mozambique en realizar una gira europea.

## Trayectoria
Fue fundado en 1981 por Zena Bacar, Omar Issa y Remane Gimo en la isla de Mozambique, provincia de Nampula. El nombre del grupo, Eyuphuro, significa 'remolino de viento' en la lengua makua.
Eyuphuro empleaba en sus canciones ritmos tradicionales fusionados con folk portugués y sonidos árabes. Sus letras abordaban temas de amor y crítica social, con especial foco en las desigualdades que sufren las mujeres en la sociedad mozambiqueña.
En 1986 lanzaron su primer disco Mama Mosambiki. Eyuphuro fue el primer grupo de música mozambiqueño que hizo una gira europea. En 1989 realizaron un tour por Europa y Estados Unidos.
En 1990 el grupo se separó, volviendo a unirse en 1998 gracias al impulso de Zena Bacar. En 2001 publicaron el álbum Yellela. En total la banda lanzó tres álbumes a lo largo de sus 25 años de historia, aunque sus miembros nunca recibieron los beneficios de las ventas.

## Discografía
- Mama Mosambiki (Real World Records)
- Akatswela (Mapiko Discovideo)
- Yellela (Riverboat Records)